# Nettancourt
 Nettancourt  es una población y comuna francesa, en la región de Lorena, departamento de Mosa, en el distrito de Bar-le-Duc y cantón de Revigny-sur-Ornain.

## Demografía
| 434 | 391 | 361 | 343 | 267 | 284 |
| Para los censos de 1962 a 1999 la población legal corresponde a la población sin duplicidades (Fuente: INSEE [Consultar]) |     |     |     |     |     |